# Херст, Джордж (футболист)
Джордж Дэвид Эрик Херст (англ. George David Eric Hirst; родился 15 февраля 1999, Шеффилд) — английский футболист, нападающий клуба «Ипсвич Таун» и сборной Шотландии.

## Клубная карьера
Уроженец Шеффилда, Джордж является воспитанником футбольной академии клуба «Шеффилд Уэнсдей». В марте 2016 года подписал свой первый профессиональный контракт с клубом. 9 августа 2016 года дебютировал в основном составе «сов» в матче Кубка Английской футбольной лиги против «Кембридж Юнайтед». 10 декабря 2016 года дебютировал в Чемпионшипе в матче против «Рединга».
В апреле 2018 года в прессе появились слухи об интересе к Джорджу со стороны «Манчестер Юнайтед».
В июне 2018 года Херст, отвергнув предложение «Шеффилд Уэнсдей» о новом контракте, в качестве свободного агента перешёл в клуб второго дивизиона чемпионата Бельгии «Ауд-Хеверле Лёвен», главным тренером которого был экс-игрок «сов» Найджел Пирсон. Провёл в клубе один сезон, сыграв в 23 матчах и забив 3 гола.
Летом 2019 года Херст перешёл в английский клуб «Лестер Сити». 19 июля 2020 года дебютировал в основном составе «лис» в матче Премьер-лиги против «Тоттенхэм Хотспур».

## Карьера в сборной
Выступал за сборные Англии до 17, до 18, до 19 и до 20 лет.
В мае 2016 года в составе сборной Англии до 17 лет сыграл на юношеском чемпионате Европы в Азербайджане, забив гол в матче против сборной Дании 12 мая.
В июле 2018 года в составе сборной Англии до 19 лет сыграл на чемпионате Европы в Финляндии.
В составе сборной Англии до 20 лет сыграл на Тулонском турнире 2017 и 2019 года, выиграв первый из них.

## Достижения
Сборная Англии (до 20 лет)
- Победитель Тулонского турнира: 2017

## Личная жизнь
Отец Джорджа Дэвид Херст также был профессиональным футболистом и выступал за «Шеффилд Уэнсдей».